# Yoshio Toyama

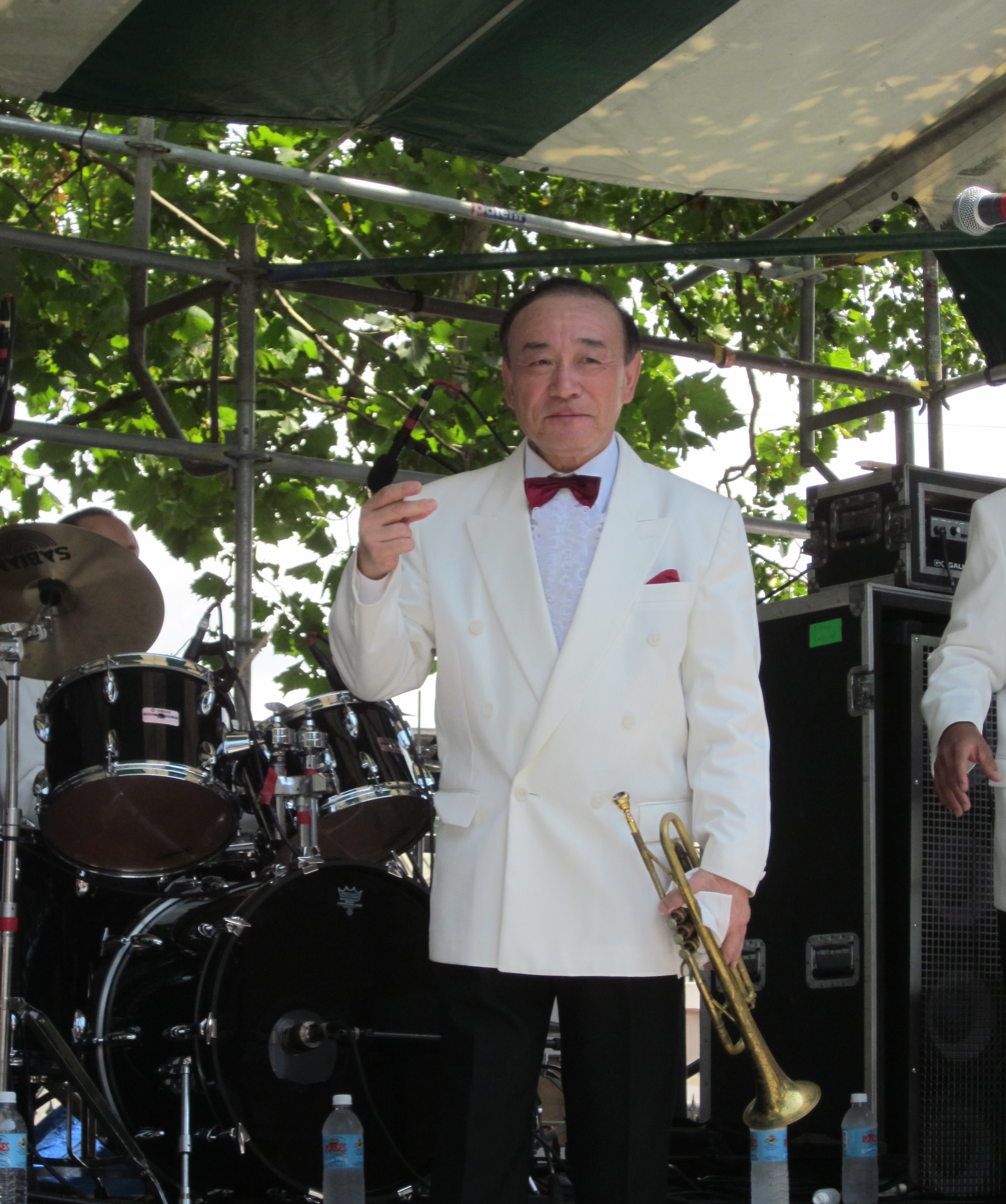
Yoshio Toyama

Yoshio Toyama (jap. 外山 喜夫, Toyama Yoshio; * 5. März 1944 in der Präfektur Tokio) ist ein japanischer Jazzmusiker (Kornett, Trompete, Gesang) und Bandleader des Dixieland.
Yoshio Toyama studierte an der Waseda-Universität und ist seit den 1960er-Jahren in der japanischen Trad-Jazz-Szene aktiv; erste Aufnahmen entstanden nach seinem Umzug in die Vereinigten Staaten 1968 mit der Bob Greenes International New Orleans Jazz Band auf dem Manasses Jazz Festival (u. a. mit Slide Harris und Zutty Singleton). Dort trat er auch in einer All-Stars-Combo unter Leitung von Eddie Condon auf. 1969 kam es in New Orleans zu musikalischen Begegnungen mit Jazzveteranen wie Albert Burbank, Joe Watkins und Chester Zardis. Ab den 1970er-Jahren arbeitete er mit eigenen Bands wie Yoshio Toyama's New Orleans Jazzmen; mit seiner Formation His Dexieland Saints, der auch seine Frau Keiko (Banjo, Piano) sowie Kotaro Ikeda (Posaune) und Masahiro Gotō (Klarinette) angehörten, spielte er in Japan, Europa und in den Vereinigten Staaten u. a. mit Alton Purnell, Preston Jackson, Jim Robinson, Don Ewell, Ralph Sutton, Wild Bill Davison und 1997 mit Sir Charles Thompson. Im Bereich des Jazz listet ihn Tom Lord zwischen 1968 und 2010 bei 44 Aufnahmesessions,.

## Diskographische Hinweise
- Preston Jackson: Shoe Shine Boy (1972)
- Don Ewell/Yoshio Toyama: Dream a Little Dream of Me (Jazzology, 1975), mit Masahiro Goto
- Alton Purnell with Yoshio Toyama and The Dixieland Saints: Alton Purnell in Japan 1976 (GHB, 1976, ed. 1990)
- Yoshio Toyama and His Dexieland [sic] Saints: The Saints (RCA, 1978), mit Kyoji Aoki, Masahiro Gotō, Yoshizo Nakajima, Keiko Toyama, Yuji Matsuoka
- Don Ewell, Yoshio Toyoma: Tribute to Louis Armstrong – St. Louis Blues  (1981)
- Wild Bill Davison with Yoshio Toyama's Dixieland Saints: Wild Bill Davison in Japan (Jazzology, 1991), mit Yasushi Harada, Masahiro Gotoh, Shoji Fujimori, Keiko Toyama, Kyoji Aoki, Yoshizo Nakajima
- Ralph Sutton, Yoshio Toyama: Duet (Jazzology, 1987, 1990, ed. 1993)

## Preis
- Spirit of Satchmo-premie (2018)[3]